# هانز ويزلغرين
هانز ويزلغرين (مواليد 26 مارس 1952) هو مبارز بالسيف سويدي، مثّل بلاده في الألعاب الأولمبية الصيفية 1972.

## روابط رياضية
هانز ويزلغرين على موقع أوليمبيديا (الإنجليزية)
- هانز ويزلغرين على موقع اللجنة الأولمبية السويدية (السويدية)